# Đặng Thị Nhu
Đặng Thị Nhu (hay Nho;1876 – 1910), tục gọi bà Ba Cẩn, là vợ thứ ba và là cộng sự của Hoàng Hoa Thám (Đề Thám), lãnh tụ cuộc khởi nghĩa kháng Pháp ở Yên Thế (Bắc Giang) vào cuối thế kỷ 19 đến đầu thế kỷ 20 tại Việt Nam. 

## Cuộc đời
Đặng Thị Nhu sinh năm 1876 trong một gia đình nghèo ở Phú Khê, huyện Yên Thế. Sớm mồ côi mẹ, bà sống với cha, là một thầy mo ở làng. Lúc nhỏ, bà được học chữ Nho và học nghề của cha.. 

### Lấy chồng
Theo Nguyễn Văn Kiệm, vì Đặng Thị Nhu có nhan sắc nên bị một nhà giàu ép buộc làm vợ. Bất mãn, bà lấy Đề Thám và công khai chống lại bọn cường quyền.
Trong một bài viết, Thái Gia Thư đã kể cuộc tình duyên đó như sau: Một buổi chiều nọ, khi đi đến làng Vạn Vân lánh nạn, Đề Thám bỗng gặp một cô gái xinh đẹp; và ông đã nói dối với cô rằng, ông là người đi buôn, bị kẻ cướp lấy hết vốn liếng. Sẵn lòng thương người, cô gái đưa khách về nhà gặp cha. Ở đây, bất ngờ Đề Thám gặp Thông Luận, là một cộng sự của mình. Thông Luận lại là con nuôi của cha cô gái. Nhờ mối quan hệ này, mà gia đình cô gái trở thành cơ sở của nghĩa quân và cô cũng trở thành người giúp việc đắc lực cho Đề Thám. Tâm đầu ý hợp, nên chẳng bao lâu sau, Đề Thám cưới cô gái làm vợ thứ ba. Cô gái đó chính là Đặng Thị Nhu. 

### Cùng chồng kháng Pháp
Là vợ và là cộng sự, bà Ba Cẩn đã sát cánh cùng chồng bàn định nhiều kế hoạch cho công cuộc kháng chiến lâu dài và gian khó. Theo Nguyễn Văn Kiệm, thì bà cùng với Cả Rinh (hay Dinh, Kinh), Cả Huỳnh và Cả Trọng, hợp thành ban tham mưu đắc lực, đồng thời cũng là những người chỉ huy giỏi. Ngoài vai trò ấy, bà Ba còn lo việc hậu cần, đảm bảo sinh hoạt, mua sắm đạn dược cho nghĩa quân. Khi có chiến trận, bà ở bên Đề Thám cùng chiến đấu...Vào vụ gặt, bà Ba thường ra chợ Nhã Nam thuê thợ công nhật. Đối với họ, bà trả tiền công theo thời giá, có khi còn hậu hơn một chút. 
Theo sử Việt, vào năm 1907, Đề Thám cùng bà đã tổ chức ra đảng Nghĩa Hưng, Trung Chân ứng nghĩa đạo ở Hà Nội; và đề ra kế hoạch đầu độc lính Pháp (sử gọi là vụ Hà Thành đầu độc) ngày 27 tháng 6 năm 1908 tại nơi đó. Tuy việc không thành, nhưng cũng đã làm quân Pháp rất hoang mang, lo sợ.

### Bị bắt & qua đời
Năm 1909, sau gần một tháng trời lăn lộn vào ra sinh tử ở Vĩnh Yên, Đề Thám mới thoát khỏi vòng vây trở về Yên Thế vào tháng 11, thì lại bị quân Pháp kéo theo bao vây lần nữa. Đề Thám, bà Ba Cẩn cùng nghĩa quân ở đồn Phồn Xương đã đánh trả kịch liệt... Sáng 1 tháng 12 năm 1909, thì bà Ba Cẩn và con gái tên Hoàng Thị Thế (1903, có tài liệu ghi 1901-1988) bị đối phương bắt được. 
Nhắc lại những ngày chiến đấu cuối cùng của bà, Phạm Văn Sơn kể như sau: Ngày 17 tháng 11 năm 1909, Hoàng Hoa Thám cùng tàn quân về đến Yên Thế, thì quân của Tiểu đoàn trưởng Bonifacy cũng kéo đến bao vây Nhã Nam. Quân Pháp cùng các cộng sự người Việt tăng cường khủng bố, làm cho sự tiếp tế bị tê liệt...Ngày 1 tháng 12 cùng năm, thì bà Ba Cẩn bị trung đội Coucron đi tuần bắt được gần đồn chợ Gồ (Yên Thế). Hôm sau, ông Thám dẫn 5 nghĩa quân đi cứu bà, thì lọt vào ổ phục kích lúc 1 giờ 30 khuya. Một nghĩa quân hy sinh, nhưng ông Hoàng chạy thoát được.
Ngày 24 tháng 2 năm 1910, 78 nghĩa quân, trong đó có bà Ba Cẩn bị đối phương mang hết về giam ở Hỏa Lò (Hà Nội) rồi bị án đày sang Guyane (Nam Mỹ). Bà mất vào ngày 25 tháng 11 năm 1910. Theo sử sách Việt Nam, bà Nho đã nhảy xuống biển tự tử trên đường đến Guyane, tuy nhiên theo tài liệu Pháp thì bà chết tại Algiers vì bệnh lao.

## Chồng, con
Sau nhiều ngày rình chờ cơ hội, đêm ngày 9 rạng 19 tháng 2 năm 1913, tức khoảng hơn 2 năm sau ngày bà mất, chồng bà là Hoàng Hoa Thám đã bị thuộc hạ dùng cuốc bổ chết khi ông đang ngủ ở Hố Lầy trong rừng, cách đồn Phồn Xương không xa.
Chung sống với chồng, bà Ba Cẩn sinh được hai người con là Hoàng Thị Thế và Hoàng Văn Vi (1908-?).
Khi cô Thế bị bắt, lúc ấy độ chừng 7, 8 tuổi. Theo Nguyễn Văn Kiệm, vì thương con gái bé bỏng của chủ tướng mà Cai Mễ, một nghĩa quân già, đã đến gặp Đại lý Nhã Nam là Bouchet xin hàng chỉ với một điều kiện là được trông nom cô Thế. Sau, chính quyền thực dân đưa cô sang Pháp nuôi dưỡng. Năm 1965, bà Thế xin về nước, sống ở Hà Nội, và mất ngày 9 tháng 12 năm 1988, được an táng tại khu di tích Yên Thế (Bắc Giang).
Riêng đứa con trai út tên là Hoàng Văn Vi (còn được gọi là Phồn), sinh tại đại bản doanh Phồn Xương, bị quân Pháp bắt khi lên 7 tuổi, tức sau khi cha ông chết khoảng 2 năm (1915). 
Năm 1935, báo Ngày Nay của nhóm Tự lực Văn đoàn có cử Việt Sinh lên tận làng Trũng (Bắc Giang) Và theo tường thuật của người phóng viên này, thì sau khi sai bắt Hoàng Văn Vi, nhà cầm quyền Pháp giao ông cho Án Giáp Bắc Ninh nuôi, nhưng "mỗi bước đi tới trường đều có hai người lính đi kèm"...Khi ông 15 tuổi, người Pháp cho ông lên Hà Nội học trường bách nghệ. Ông mê nghề máy móc, nhưng họ chỉ cho học nghề mộc. Ba năm sau, ông xin về quê nhà làm ăn, lấy vợ là con gái ông Thống Luận, một bộ tướng cũ của Đề Thám và sống cuộc sống bình lặng nơi tỉnh lẻ Bắc Giang. Ông có hai người con gái là bà Hoàng Thị Hải và bà Hoàng Thị Điệp.

## Ghi nhận công lao
Ghi nhận công lao của bà, Từ điển nhân vật lịch sử Việt Nam có đoạn:
Đặng Thị Nhu là người có trí dũng, từng xông pha trận mạc, giúp chồng đắc lực trong cuộc kháng Pháp. Khoảng đầu năm 1909 dù binh cùn thế kiệt, bà vẫn cùng chồng oanh liệt chỉ huy nghĩa quân chống địch trong trận đánh ở chợ Gồ, khiến các lực lượng do viên Đại tá Bataille đốc suất phải nể vì...Bà là một tấm gương sáng của phụ nữ nước Việt.
Và bà được ca tụng trong một bài vè dài, trích: 
(lời Đề Thám)...Âu là sinh tử nhờ trời,
Sợ mà ra thú ta thời không ra.
Cho nên nó mới đánh ta,
Bà Ba, hai Cả (Cả Trọng) định ra thế nào?
Bà Ba quỳ gối tâu vào,
Tôi xin gánh đỡ ông chồng một phen.
Bà Ba loan báo binh quyền,
Cơ nào độ ấy vững bền cho ta.
Để ta sắp lấy binh qua,
Dấn mình vào đám can qua phen này.
Bà Ba khi ấy mới hay,
Quần chân, áo chít mặc ngay vào mình.
Nhẩy lên đứng giữa Tây thành,
Gọi rằng khố đỏ, khố xanh kia là
Các anh hãy nghe lời ta,
Ta đây chính thực vợ ba Đề Hoàng...

## Sách tham khảo
- Trịnh Vân Thanh, Thành ngữ điển tích danh nhân từ điển (quyển thượng). Sài Gòn, 1966.
- Phạm Văn Sơn, Việt sử tân biên (quyển 5-tập trung), Sài Gòn, 1963.
- Nguyễn Văn Kiệm, Phong trào nông dân Yên Thế chống thực dân Pháp xâm lược. Nhà xuất bản Giáo dục, 1985.
- Nhiều tác giả, Hỏi đáp lịch sử Việt Nam (tập 4). Nhà xuất bản Trẻ, 2007.